# Karen Baker Landers
Karen Baker Landers é uma sonoplasta estadunidense. Venceu o Oscar de melhor edição de som na edição de 2008 por The Bourne Ultimatum e na edição de 2013 por Skyfall, ambos ao lado de Per Hallberg.